# 滝久美子
滝 久美子（たき くみこ、1967年10月27日 - ）は、日本のプロスノーボーダー。北海道北広島市議会議員（5期）。

## 来歴
北海道出身。北海道北広島高等学校卒。1989年、北海道松下電器（株）に入社する。1990年、スノーボードを始める。1991年、JSBA（日本スノーボード協会）全日本スノーボード選手権に出場し、ハーフパイプで優勝する。1992年、JSBAプロに登録。1993年、カナダISF（インターナショナルスノーボード連盟）ワールドカップに出場し、11位となる。同年、フランスヨーロピアンチャンピオンシップ6位となる。1993年から1995年までJSBA国内プロサーキット戦ファイナルランキングで優勝し、2連覇を達成する。1994年ISF世界ランキング16位となる。
2005年に勤めていた会社を退職。2009年の北広島市議会議員補欠選挙に立候補し、無投票で初当選する。2011年に2位で再選。2015年に4位で三選。2019年に四選した。2023年に五選した。この間に副議長を務めた（2023年まで）。